# Oblast' del Litorale
L'oblast' del Litorale o del Primorje (in russo Примо́рская о́бласть?) era una divisione amministrativa dell'Impero russo e della prima RSFS Russa, creata il 31 ottobre 1856 dal Senato governante. Il nome russo della regione, Primorskaja, significa letteralmente "marittima", "costiera" o del "litorale". La regione fu fondata su una conquista russa del popolo Daur che viveva lungo il fiume Amur. Prima della conquista russa, il territorio apparteneva alla regione cinese della Manciuria Esterna.

## Storia
La regione dell'Amur fu attaccata dalla spedizione russa di Erofej Chabarov del 1651, dopo la quale gli indigeni Daur furono uccisi o fuggirono verso il territorio della Cina sotto la dinastia Qing. Prima della conquista russa, il territorio apparteneva alla regione cinese della Manciuria Esterna. Il precursore dell'oblast' del Litorale era il Voivodato di Albazino che esistette dal 1882 al 1886 e fu abolito alla conclusione dei conflitti di confine sino-russi. All'inizio faceva parte del governo generale della Siberia orientale, ma a partire dal 1884 fu inclusa all'interno del governo generale del Cis-Amur.
In origine l'oblast' comprendeva l'intera parte nord-orientale della Russia e i territori della regione del Cis-Amur. Fu organizzata dai territori di nuova acquisizione della valle del fiume Amur, dell'oblast' di Kamčatka e di Sakhalin. Nel 1858 il territorio confinante lungo la sponda sinistra del fiume Amur fino allo sbocco del fiume Ussuri fu trasferito alla neonata oblast' dell'Amur. A quel tempo la regione comprendeva solo quattro distretti: Nikolayevsk, Sofiysk, Okhotsk, Kamchatka. Secondo il trattato di Pechino, nel 1860 il kraj dell'Ussuri fu annesso alla regione, sulla base del trattato di Aigun e della convenzione di Pechino. Durante il 1880-1888 fu creato un governatorato militare separato di Vladivostok che includeva la penisola di Murav'ëv-Amurskij e il porto di Vladivostok. Nel 1884 Sakhalin fu separata come territorio amministrativo separato.
La capitale dell'oblast' era originariamente Nikolaevsk-na-Amure, durante il 1880-1888, Khabarovka (attualmente chiamata Chabarovsk), e durante il 1888 fu trasferita a Vladivostok.
Nel 1920 l'oblast' del Litorale fu inclusa nella Repubblica dell'Estremo Oriente e nel 1922 trasformata nel Governatorato del Litorale.
Durante il 1932-1939 esistette una regione con lo stesso nome facente parte del Kraj dell'Estremo Oriente della RSFS Russa.

## Galleria d'immagini

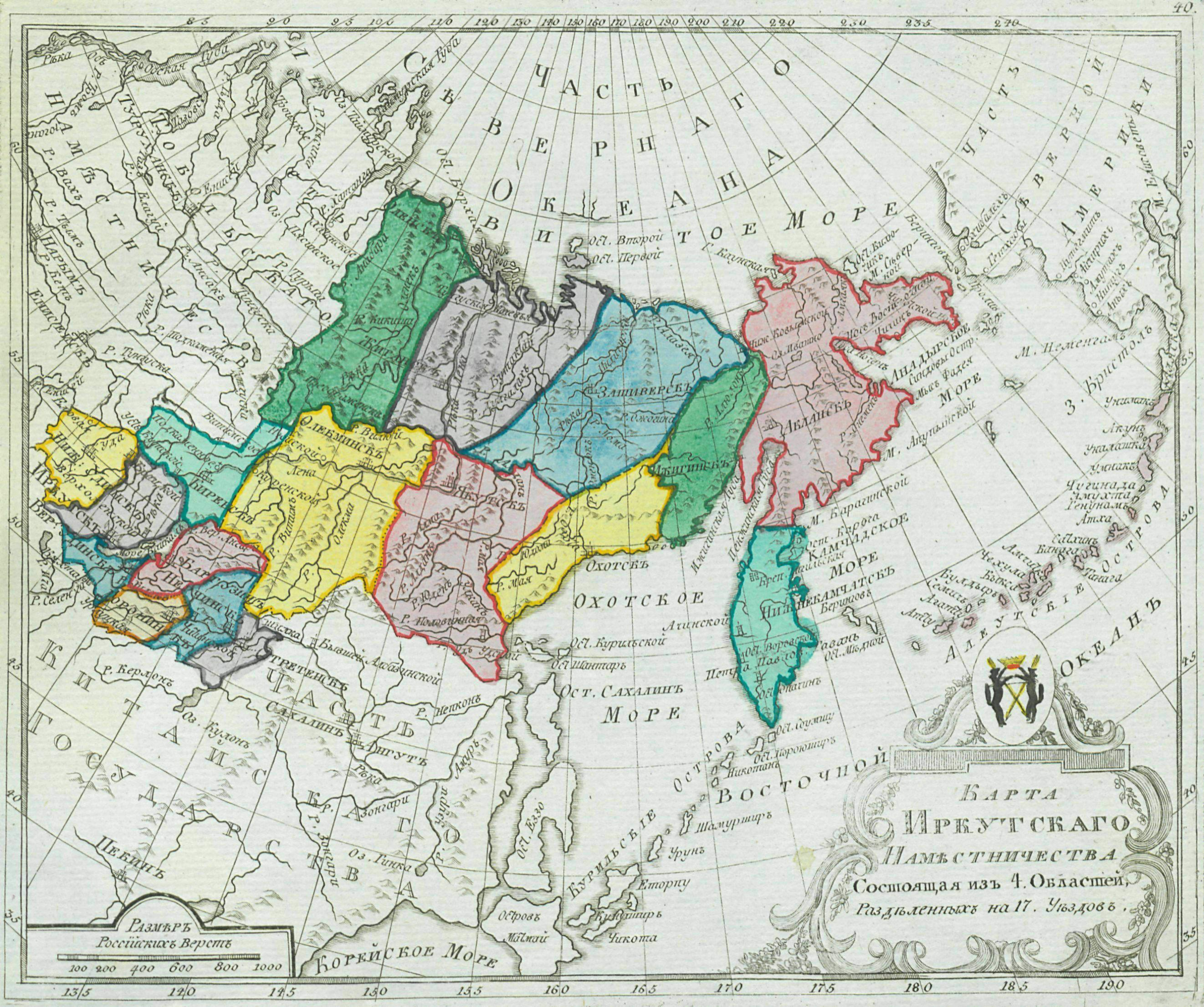
Vicereame di Irkutsk nel 1792.
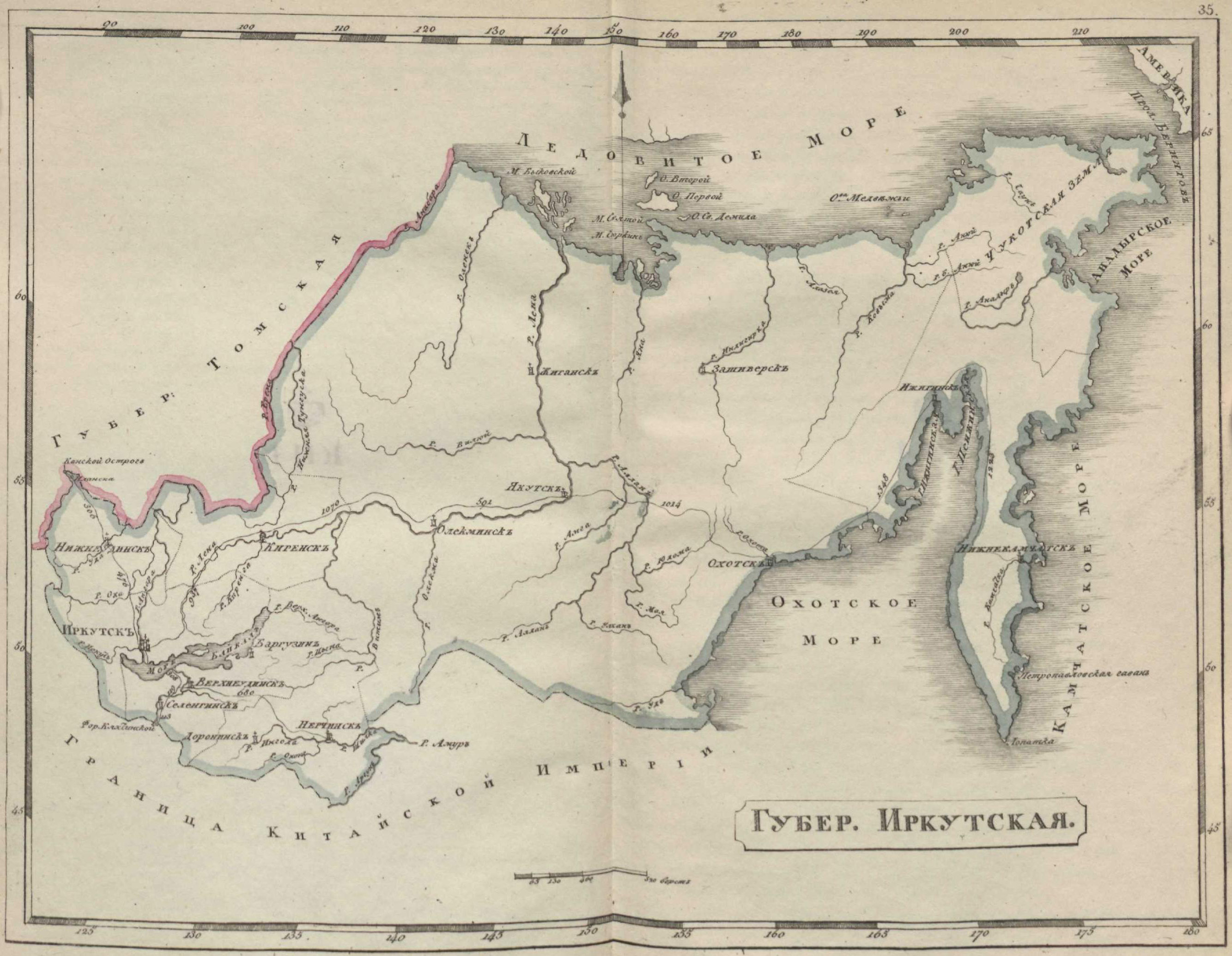
Governatorato di Irkutsk (Siberia orientale) nel 1808.
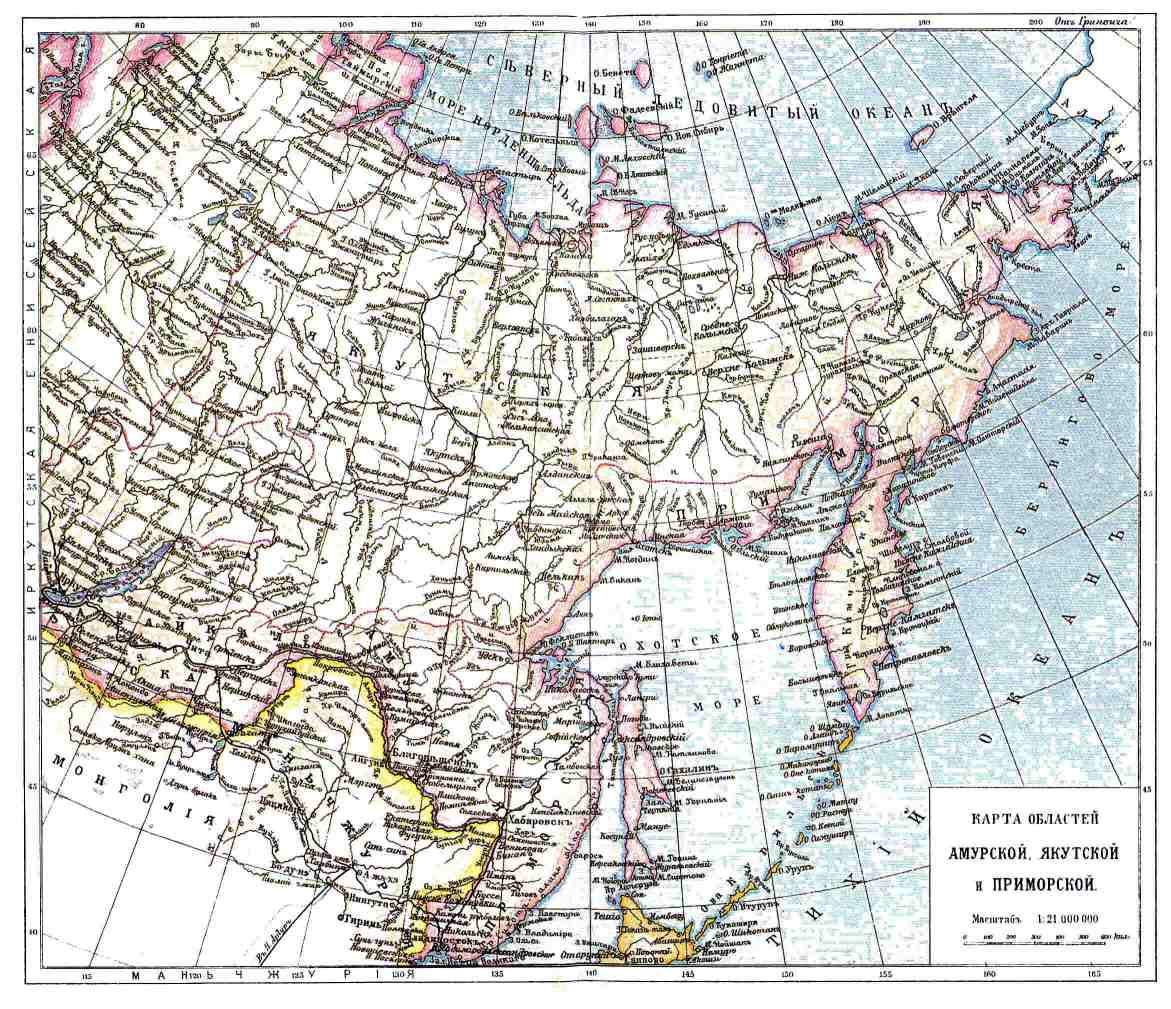
Siberia orientale.
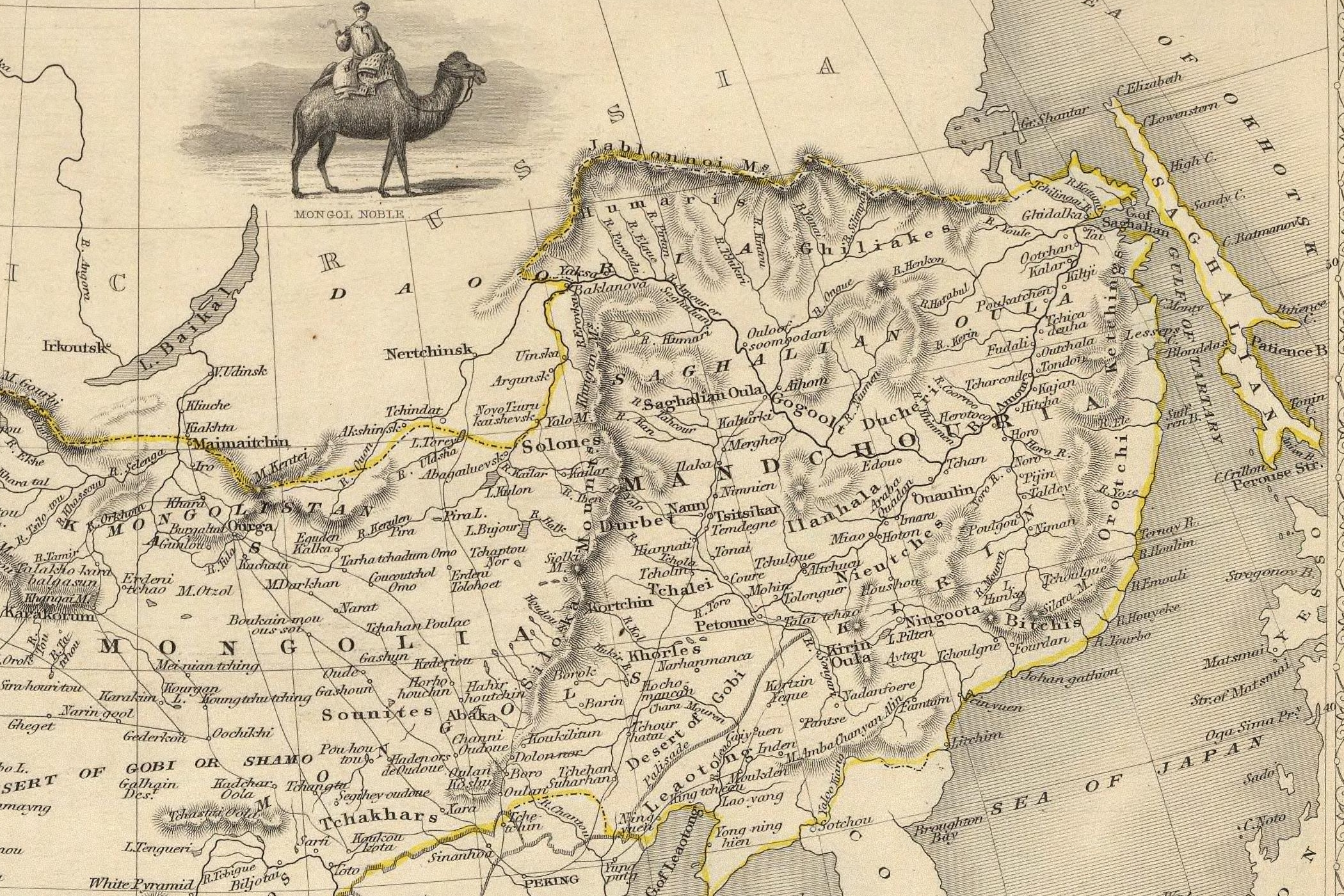
Mappa del 1851 della regione del fiume Amur.
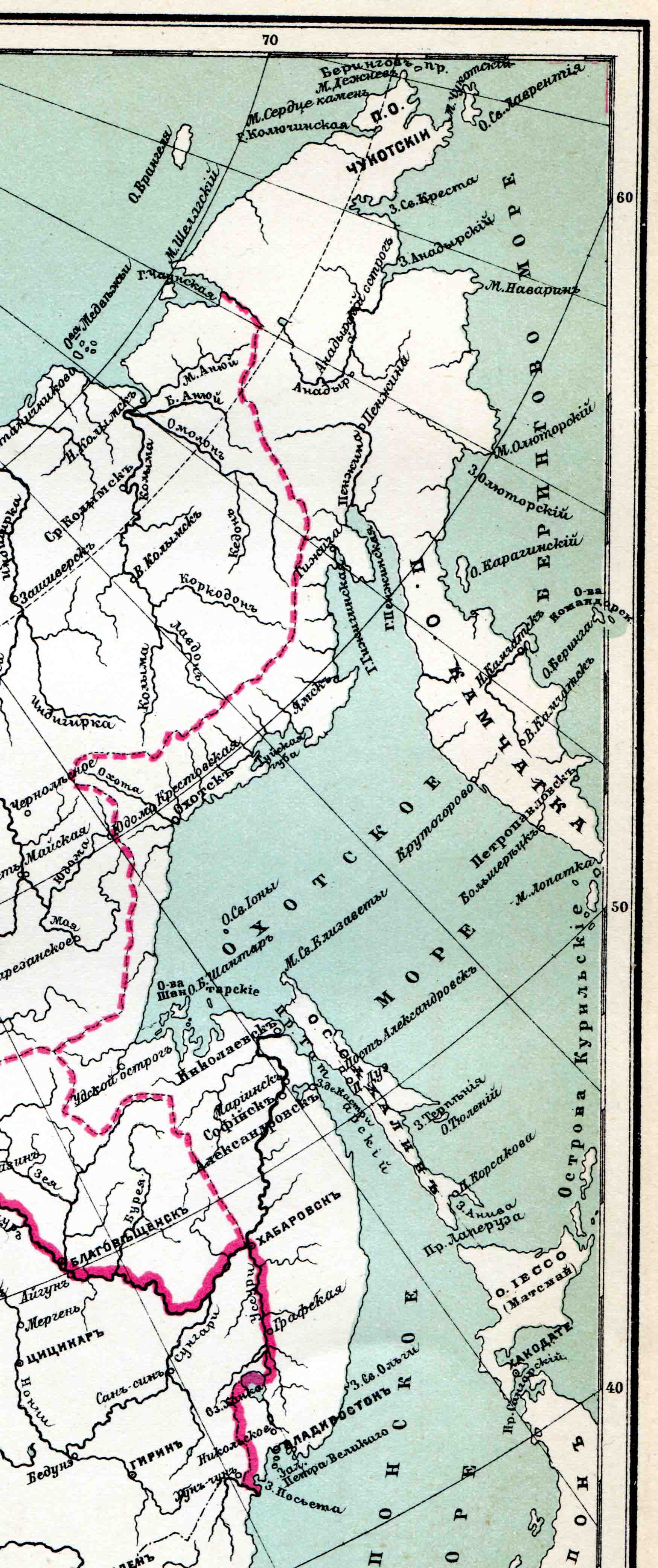
Mappa dell'oblast' del Litorale nel 1899.
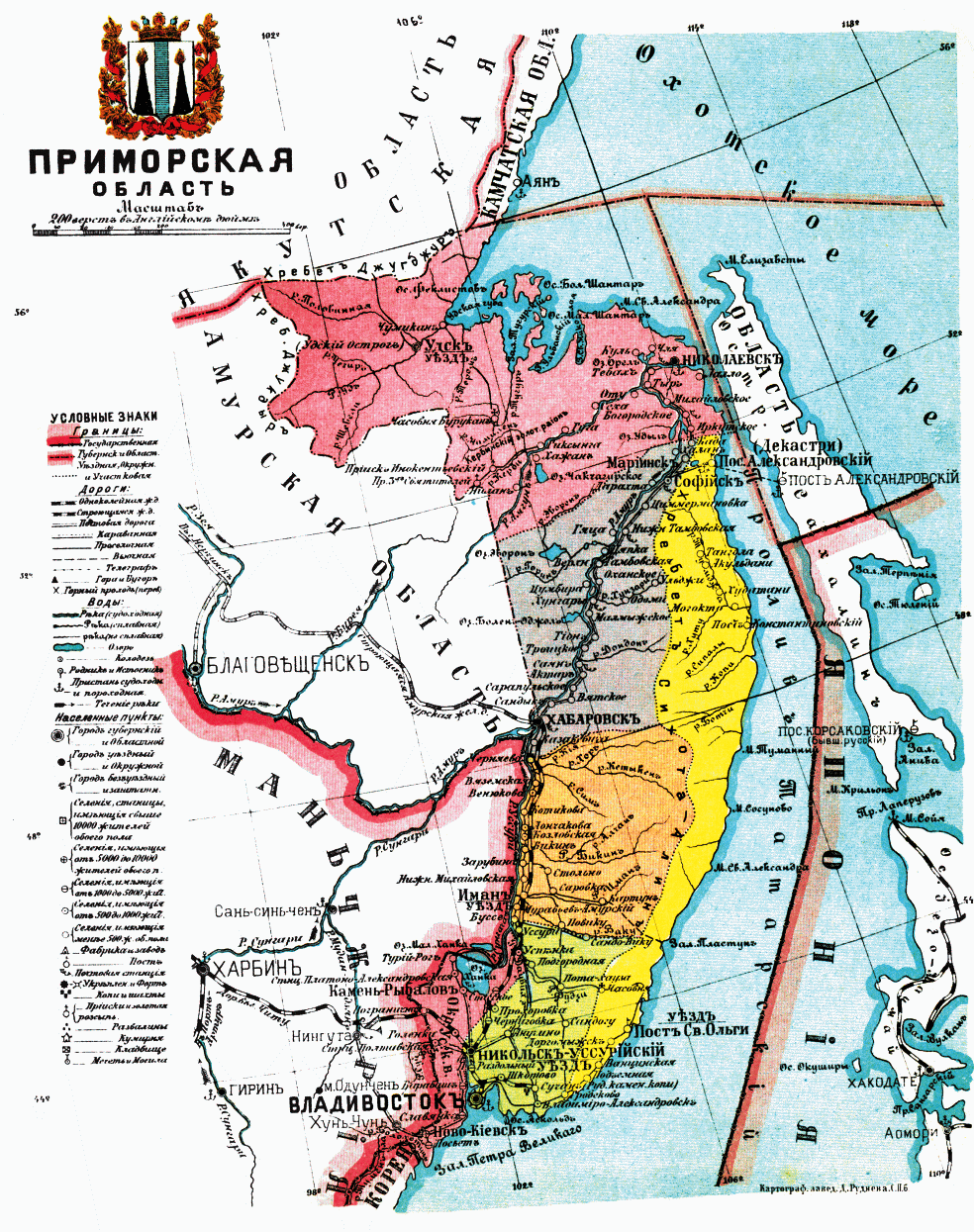
Mappa dell'oblast' del Litorale nel 1913.